# Cat Osterman
Cat Osterman, född den 16 april 1983 i Houston, är en amerikansk softbollspelare.
Hon tog OS-guld i samband med de olympiska softboll-turneringarna 2004 i Aten.
I Peking tog hon även OS-silver fyra år senare.